# Pero Garcia de Ambroa
Pero Garcia de Ambroa (fl. XIII secolo) è stato un trovatore galiziano, originario di San Tirso de Ambroa (Irixoa) e membro della piccola nobiltà, attivo nel terzo quarto del XIII secolo.
Conobbe i trovatori del suo tempo alla corte di Alfonso X, dove sembra vi risiedesse. È autore di 15 componimenti poetici: una cantiga de amor, una cantiga de amigo, undici cantigas de escarnio e due tenzoni con Johan Baveca e Lourenço.